# هاجر وحيد
هاجر وحيد، هي فنانة كندية، تُقدم أعمالاً على الورق، والفن التصويري، والصوت، والفيديو، والنحت والتركيب.  تستخدم وحيد حسابات جديدة، والبحث الشامل والتاريخ الشخصي لفحص قضايا متعددة بشكل نقدي بما في ذلك: القوة السرية والمراقبة الجماعية والتشويه الثقافي وصدمات النزوح الناجمة عن الاستعمار والهجرة الجماعية. 
ولدت هاجر وحيد في عام 1980 في كندا. لديها علاقات مع أمريكا الشمالية والشرق الأوسط وجنوب آسيا. نشأت داخل أرامكو السعودية في الظهران.  درست في معهد شيكاغو للفنون حيث حصلت على BFA لها في مجال الرسم المتقدم وتاريخ الفن في عام 2002. انتقلت إلى مونتريال في عام 2005 وحصلت على درجة الماجستير في جامعة ماكجيل في عام 2007. في 34، حصلت وحيد على جائزة فيكتور مارتن لينش-ستونتون للإنجاز المتميز كفنانة بصرية في منتصف العمر الوظيفي.  وقد تم ترشيحها لجائزة Sobey Art Award في عام 2016. 
أعمال وحيد في مجموعات من متحف الفن الحديث في نيويورك، والمتحف البريطاني، ومؤسسة ديفي للفنون، ومؤسسة الصمداني للفنون، ومتحف الفن المعاصر في مونتريال، والمعرض الوطني الكندي. 

## المعارض
- امسك كل شيء عزيزي، محطة توليد الكهرباء، تورنتو، (2019) [11] [12]
- The Video Installation Project ، Musée d'art contemporain de Montréal ، Montréal، (2017) [13]
- فيفا آرتي فيفا، بينالي البندقية، (2017) [14]
- اضطرابات الهبوط: NGC الكندي بينالي، معرض الفنون في ألبرتا، ادمونتون (2017) [15]
- وداعا للتصوير الفوتوغرافي ، بينالي für aktuelle Fotografie ، Kunstverein Ludwigshafen ، لودفيغسهافن، (2017) [16]
- السيفرز ، مركز بلتيك للفن المعاصر، جيتسهيد، (2016) [2] [17]
- تغيير البحر - الفصل 1 ، الجزء 1: في القاع، غرف الفسيفساء، لندن (2016)
- المناخ الثامن (ماذا يفعل الفن؟) ، بينالي جوانجو الحادي عشر، جوانجو، (2016) [18]
- معرض Sobey Art Award ، المعرض الوطني لكندا، أوتاوا، (2016) [19]
- The Missing One ، Dhaka Art Summit ، Dhaka، (2016) [20]
- لا يزال ضد السماء، معهد KW للفن المعاصر، لندن، (2015) [21]
- اللجوء في البحر، Foundarie Darling، مونتريال، 2015 [22]
- La Biennale de Montréal ، متحف الفن المعاصر de Montréal، مونتريال، (2014) [23]
- خطوط التحكم، متحف ناشر للفنون، جامعة ديوك، (2014) [24]
- الفن التصويري: الإيماءات، متحف الفن المعاصر في مونتريال، (2014) [25]
- الملاحظات الميدانية وغيرها من الخلفيات، معرض وندسور الفني، وندسور، (2013) [26]
- خطوط التحكم، متحف الفن هربرت جونسون، إيثاكا (2012) [27]
- (في) الدائرة الأولى، مؤسسة أنتوني تابي، برشلونة (2012) [28]